# Fântânele, Mureș
Fântânele (în maghiară Gyulakuta, în germană Gielekonten) este satul de reședință al comunei cu același nume din județul Mureș, Transilvania, România.

## Istoric
Satul Fântânele este atestat documentar în anul 1332.

## Localizare
Localitate situată pe râul Târnava Mică și pe drumul național DN 13A Târgu Mureș - Bălăușeri - Sovata.

## Lăcașuri de cult
- Biserica reformată-calvină (adresa: str.Principală nr.65, monument istoric, cod: MS-II-m-A-15670, datare: secolele XIV-XV).

## Imagini

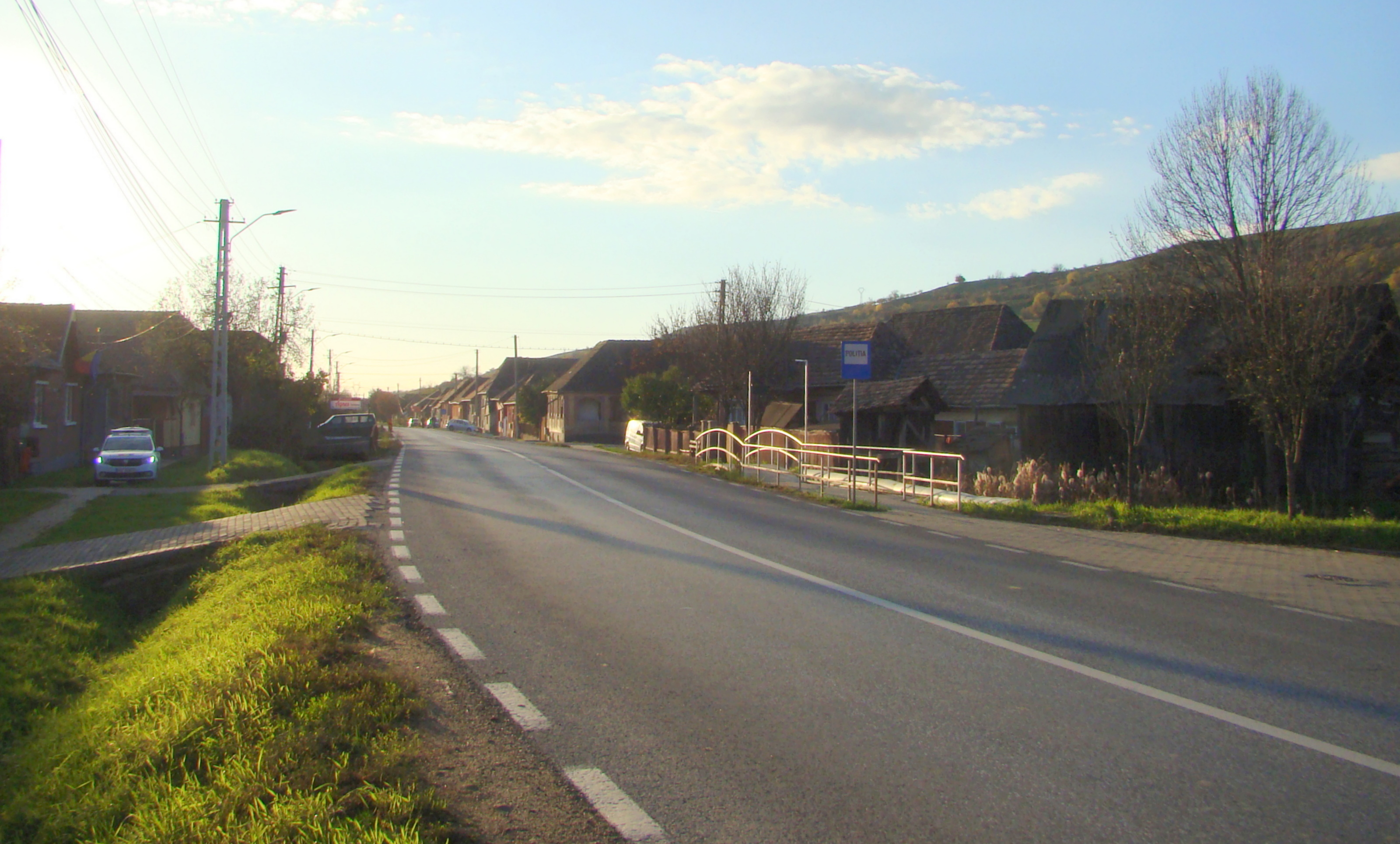
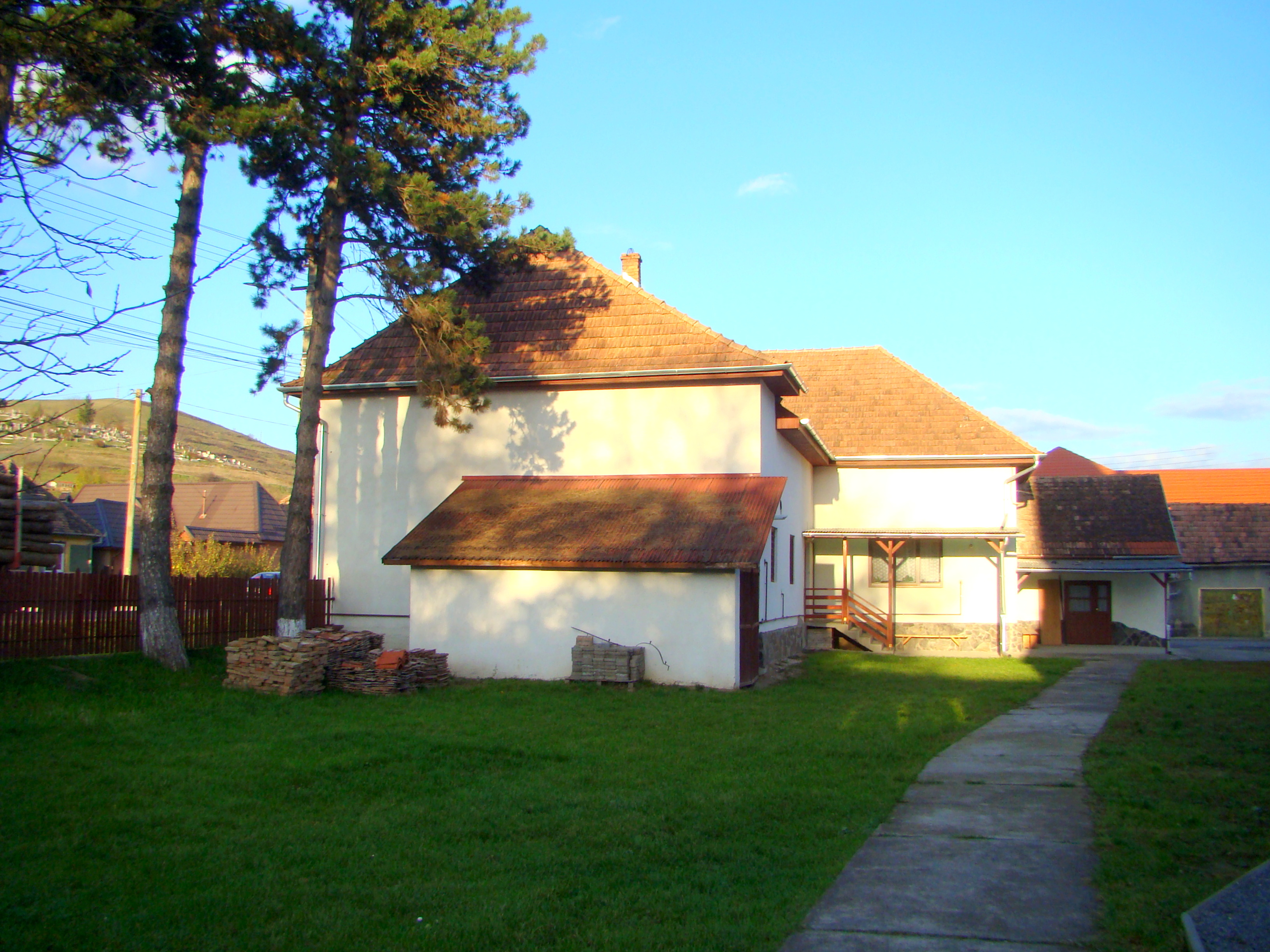
Casa de rugăciune reformată
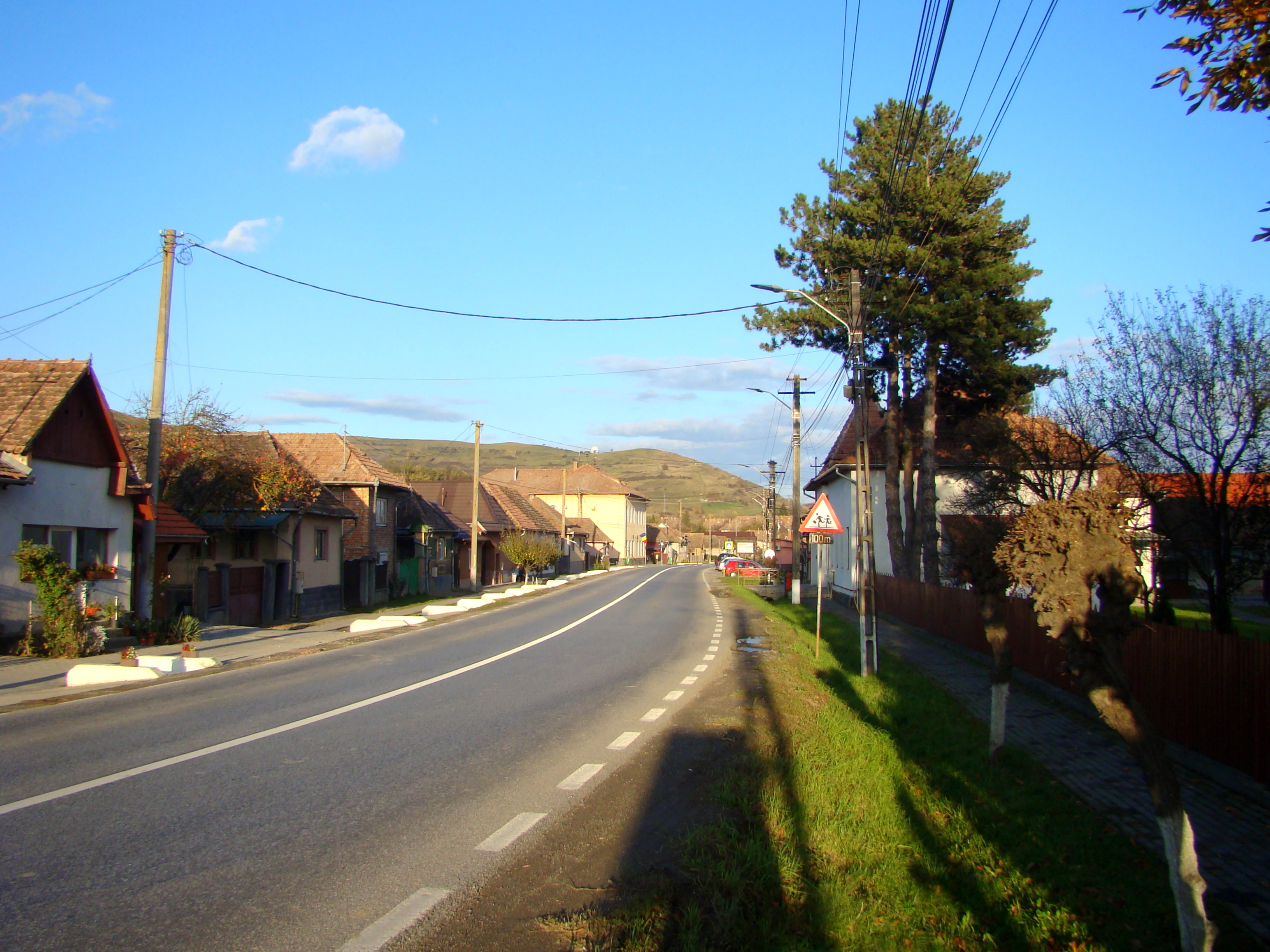
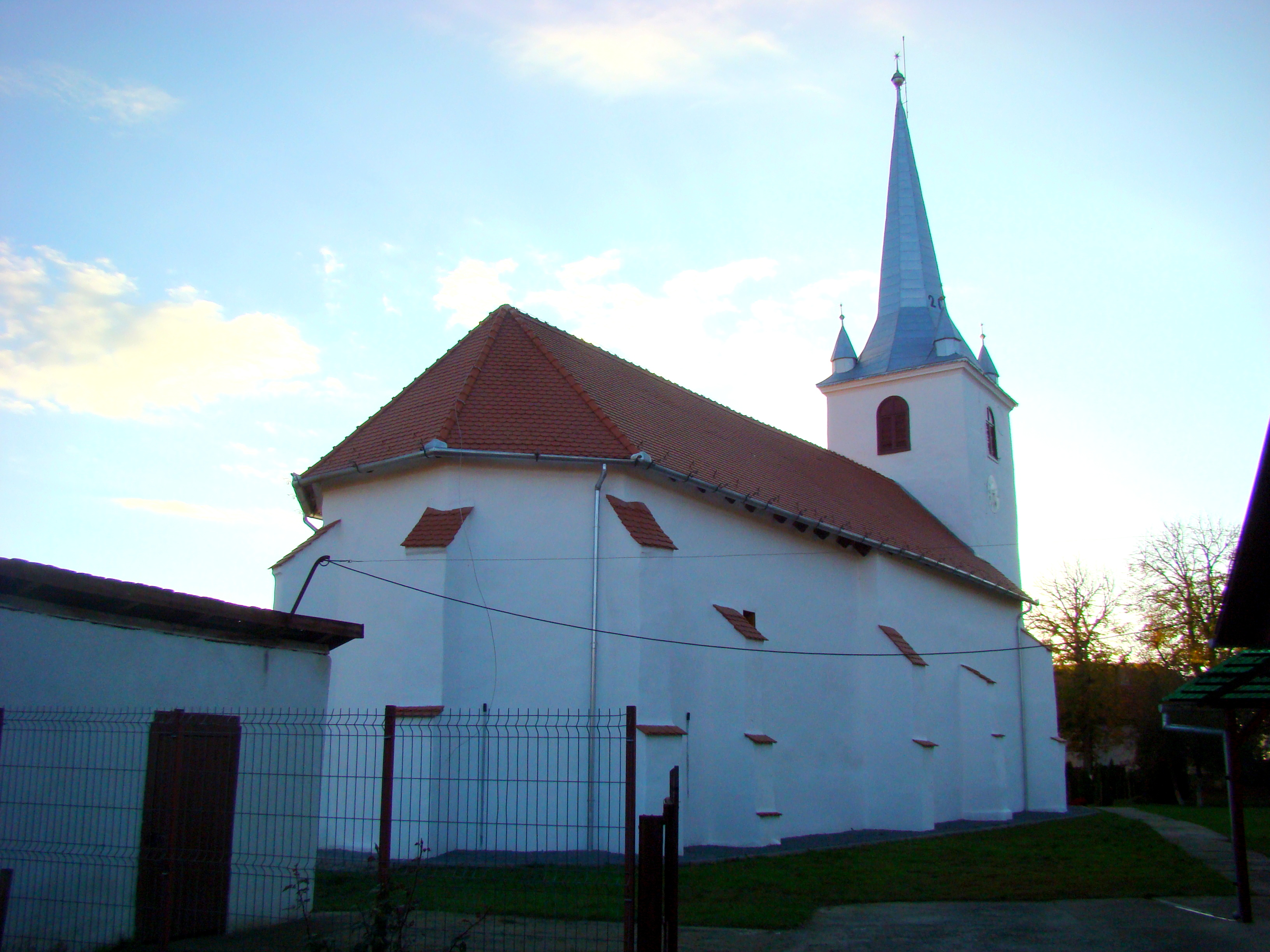
Biserica reformată
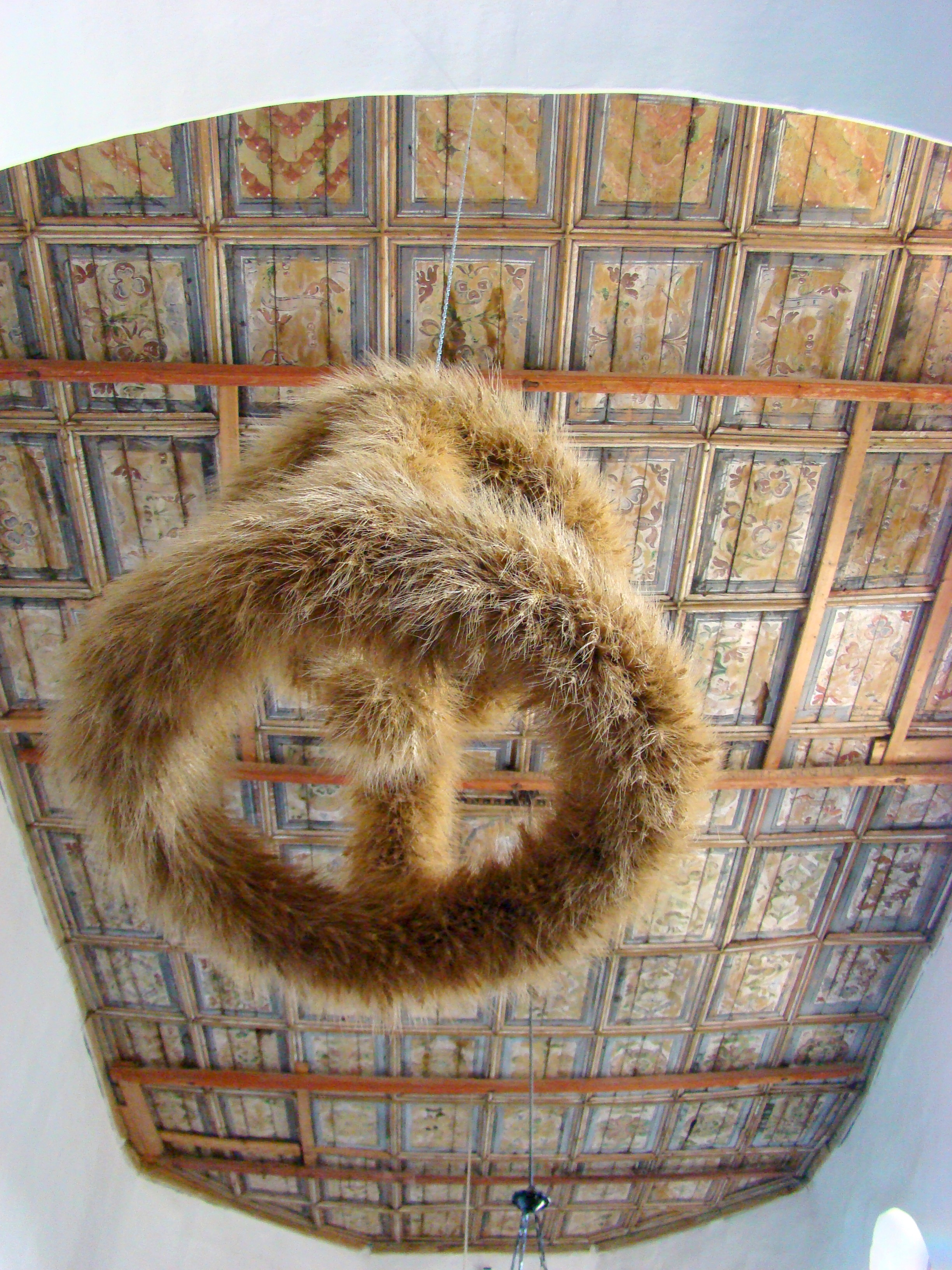
Tavanul casetat
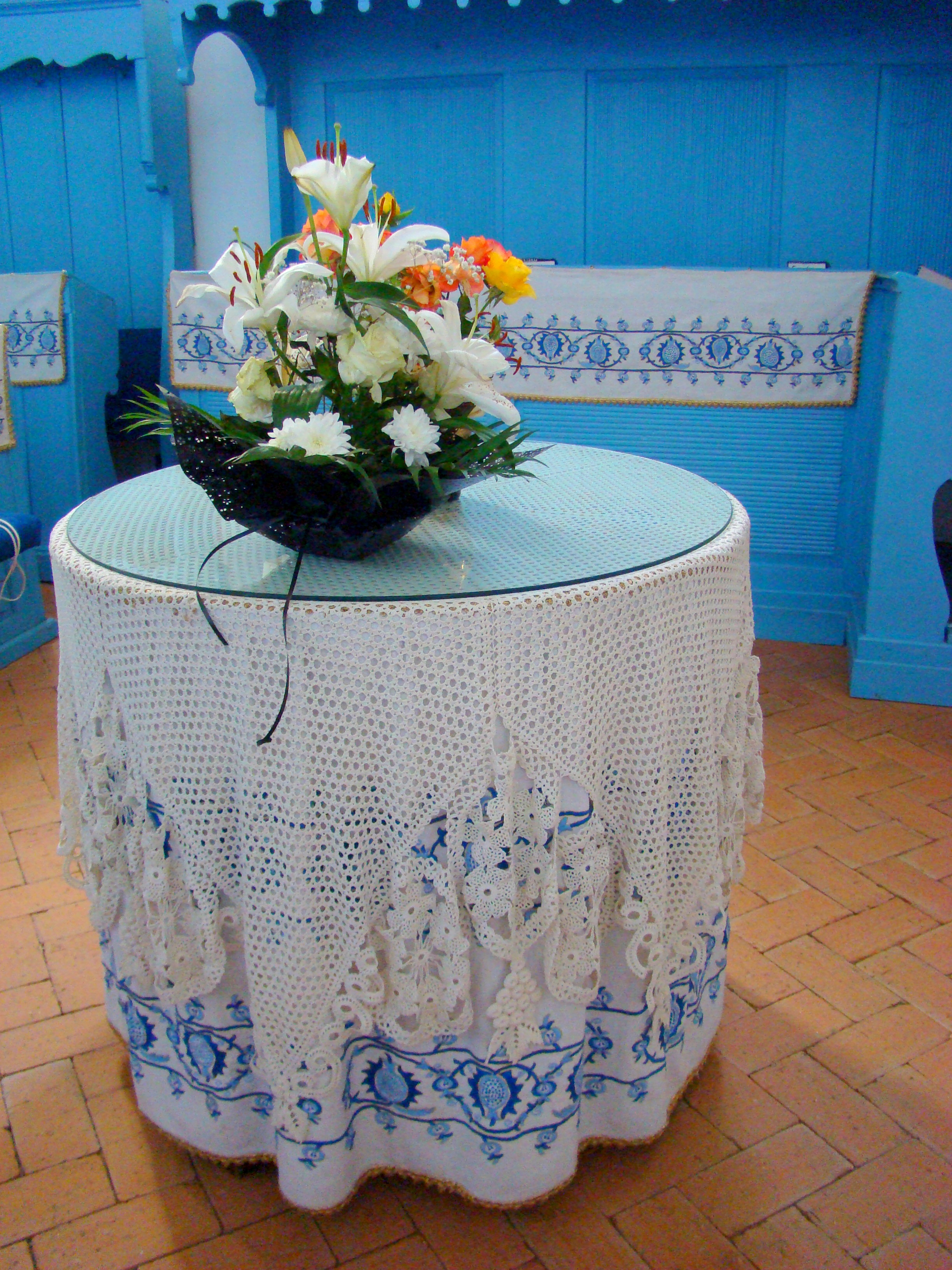
Masa Domnului